# Nyenyecföld
Nyenyecföld (oroszul Ненецкий автономный округ) az Oroszországi Föderáció egyik – Európában található – autonóm körzete. Székhelye Narjan-Mar. 2010-ben népessége 42 090 fő volt.

## Népesség
A lakosság többsége orosz és nyenyec, de a komi kisebbség is jelentősebb számban képviselteti magát.
Nemzetiségi összetétel:
|           | 1959-es népszámlálás | 2002-es népszámlálás | 2010-es népszámlálás |
| --------- | -------------------- | -------------------- | -------------------- |
| oroszok   | 31 312 (68,8%)       | 25 942 (62,4%)       | 26 648 (63,3%)       |
| nyenyecek | 4 957 (10,9%)        | 7 754 (18,7%)        | 7 504 (17,8%)        |
| komik     | 5 012 (11%)          | 4 510 (10,9%)        | 3 623 (8,6%)         |
| összesen  | 45 534               | 41 546               | 42 090               |

## Közigazgatás
Nyenyecföld élén a kormányzó áll:
- Igor Viktorovics Kosin: 2014. február – 2017. szeptember 28. (szeptember 2014. szeptember 14-ig ideiglenes megbízottként).[2]
- Alekszandr Vitaljevics Cibulszkij: 
  - 2017. szeptember 28-tól – a kormányzói feladatokat ideiglenesen ellátó megbízott.[3]
  - 2018. szeptember 9-től megválasztott kormányzó 2020. április 2-ig; ekkor kinevezték az Arhangelszki terület mb. kormányzójává[4]
- Jurij Vasziljevics Bezdudnij: 2020. április 2. – Putyin elnök rendeletével a kormányzói feladatokat ideiglenesen ellátó megbízott (korábban a kormányzó helyettese volt).[5]

### Közigazgatási beosztás
- Narjan-Mar, az autonóm körzet fővárosa
- Sarkvidéki járás